# Lolek és Balek
A Lolek és Balek 2010-es rajzfilmsorozat, amely a kukker.ro videómegosztó portálon jelent meg. A fekete-fehér, ceruzarajzos technikával készült alkotás az első székely animációs sorozat, összesen tíz epizódja, egy epilógusa és számos „extrája” volt, 2010 augusztusától decemberig futott. A sorozat készítője Jakab-Benke Nándor, aki a figurák formatervén és animálásán kívül a hangjukat is szolgáltatta. A Lolek és Balek címe a népszerű lengyel rajzfilmsorozat, a Lolka és Bolka (Bolek i Lolek) parodisztikus változata. A sorozat jövője egyelőre kétséges, 2011 óta a figurák csak epizodikusan jelentek meg más sorozatok „vendégeként” vagy „különkiadásban”.
A sorozatot 2011-ben bemutatták a II. Kolozsvári Magyar Filmnapok programjának részeként.

## Szereplők
A sorozat két székelyföldi jóbarát, Lolek és Balek kalandjairól szól. Lolek a magasabbik, mélyebb hangú, mindig sörrel a kezében látható. Balek ezzel szemben alacsony, magas hangú és mindig fagyizik. A sorozatnak számos mellékszereplője van, de a legfontosabb, az „ősellenség” a Seriff, aki folyamatosan üldözi a bankrabló barátokat. A két főhős amúgy folyamatosan veszekszik egymással és nem igazán értenek semmihez, legkevésbé a bankrabláshoz.

## Epizódok
- Lolek és Balek 1: A nem szabványos seriff
- Lolek és Balek 2: A bankrablás metafizikája
- Lolek és Balek 3: A szukurszála-filiála
- Lolek és Balek 3b: A tény az tény az tény az tény
- Lolek és Balek 4: Dolgozni csak lassan, széfen
- Lolek és Balek 5: Remélhetek muzsikaszó nélkül
- Lolek és Balek 6: Te és béklyókor szólsz, b*meg...
- Lolek és Balek 7: A burton ablakába’[halott link]
- Lolek és Balek 7b: Kilences terv a csűrből
- Lolek és Balek 8: Petemre hívás
- Lolek és Balek 9: Vissza a jövőbe!
- Lolek és Balek 10: Apokalipszis, most vagy soha!
- Lolek és Balek: Epilóg és Magóg fia vagyok én[3]